# Aritmómetro de Odhner

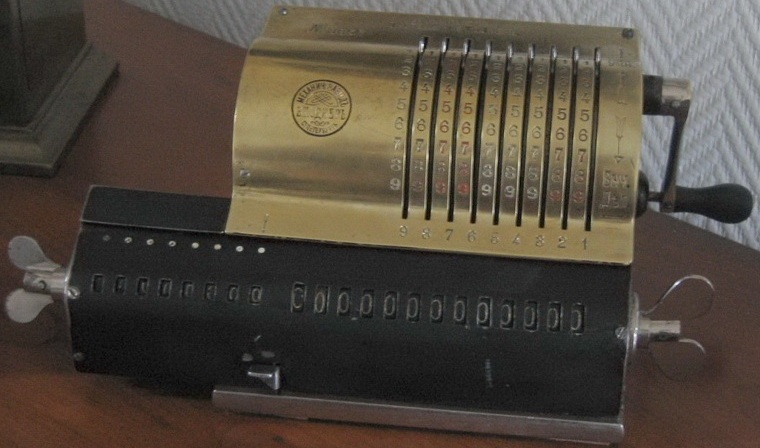
Un aritmómetro fabricado por Odhner en San Petersburgo (antes de 1900).

El aritmómetro de Odhner fue un aritmómetro o calculadora mecánica, de rueda de pines, inventada en 1873 por el ingeniero sueco W. T. Odhner.  
Considerada una de las mejores calculadoras mecánicas de la historia, su producción comenzó en San Petersburgo en 1890.
Desde el primer momento surgieron clones en todo el mundo que siguieron produciéndose hasta la década de 1960, entre los cuales se encuentra el modelo Brunsviga, fabricado por una empresa alemana que compró la patente en 1892. El taller de Odhner cerró durante la Revolución rusa de 1917 y sus herederos volvieron a Suecia para refundar la empresa con la marca "Original-Odhner".